# Когда мы снова полюбим
«Когда мы снова полюбим» (англ. Next Time We Love) — кинофильм режиссёра Эдварда Х. Гриффита, вышедший на экраны в 1936 году. Экранизация романа Урсулы Пэрротт «Снова скажи „прощай“», адаптированного для экрана Мелвиллом Бейкером при участии не указанных в титрах Дорис Андерсон и Престона Стёрджеса.

## Сюжет
Начинающий репортёр Кристофер Тайлер и студентка Сисели Хант решают пожениться, несмотря неопределённость их совместного будущего. Он увлечён своей работой, она начинает карьеру актрисы благодаря связям друга семьи Томми Эбботта и вскоре достигает успеха. Сисели не хочет быть просто домохозяйкой, но при этом не желает и ограничивать устремления мужа. Поэтому, когда тому предлагают престижную должность руководителя римским бюро газеты, она отпускает его и рожает их сына в его отсутствие. Постепенно Сисели становится звездой театра, а Кристофер всё реже появляется дома, находясь в далёких командировках. Они всё больше отдаляются друг от друга.

## В ролях
- Маргарет Саллаван — Сисели Хант Тайлер
- Джеймс Стюарт — Кристофер Тайлер
- Рэй Милланд — Томми Эбботт
- Грант Митчелл — Майкл Дженнингс
- Роберт Макуэйд — Фрэнк Картерет
- Анна Деметрио — мадам Донато
- Ронни Косби — Кит Тайлер, сын Сисели и Кристофера